# Nectanebo I
Jeperkara - Najtnebef (nombre egipcio tal como aparece en la Crónica Demótica), Nectanebo (nombre griego), fue el primer faraón de la dinastía XXX, durante el periodo tardío de Egipto. Reinó de aproximadamente 378 a. C. a 361 a. C.  a. C., la citada Crónica Demótica le atribuye dieciséis años de reinado. Se trata de uno de los últimos faraones de origen egipcio. 

## Reinado
En 378 a. C., Nectanebo depuso a Neferites II, comenzando la trigésima dinastía de Egipto, considerada la última. Durante la mayor parte de su mandato combatió los intentos de reconquista persa con la ocasional ayuda de mercenarios espartanos o atenienses. 
Desde c. 363 a. C. fue corregente con su hijo Teos, quien lo sucedió. Murió en 361 a. C. 
Su reinado señala un nuevo período de prosperidad para el país, y la reanudación de los lazos comerciales con Oriente y Grecia.

## Actividad legislativa
Reformó leyes y disposiciones informando a través de decretos inscritos sobre grandes estelas de granito colocadas en cada una de las grandes ciudades de Egipto. Así el famoso decreto de Naucratis fijaba los tributos que cada comerciante extranjero en el Delta debía pagar al templo de Neit en Sais. 

## Construcciones de su época

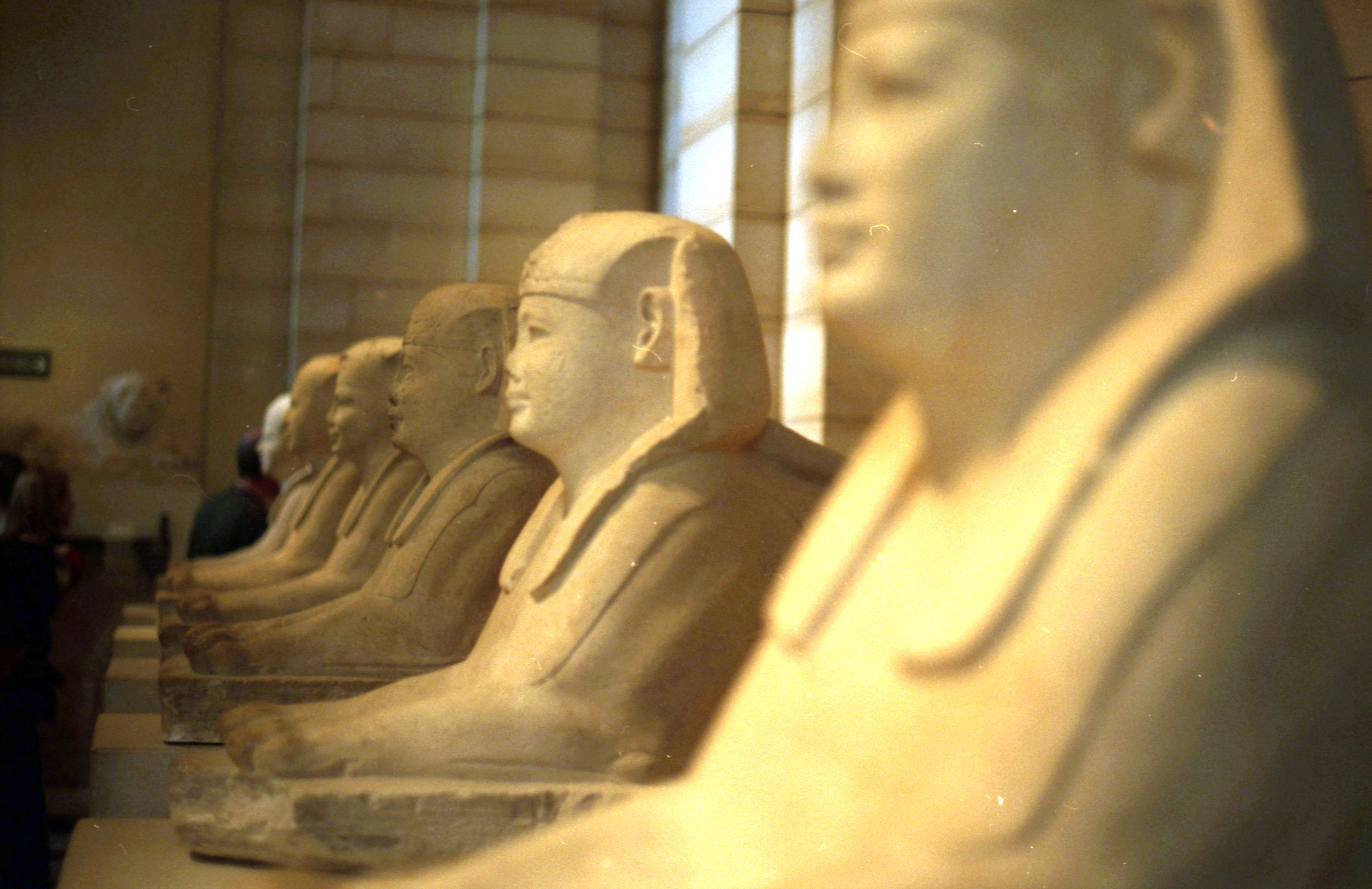
Esfinges del dromos del Serapeum de Saqqara. Museo del Louvre.

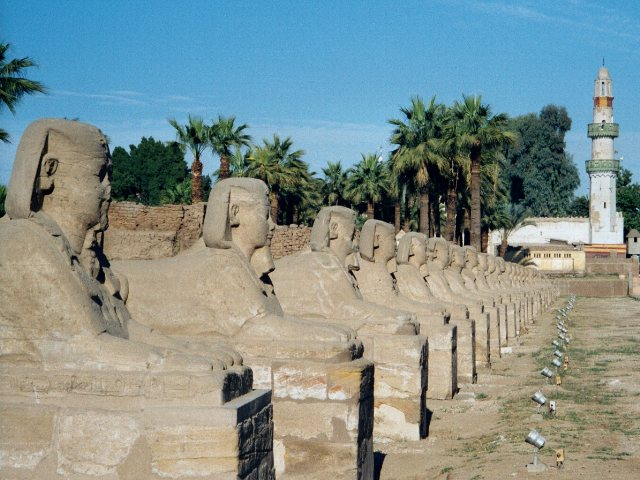
Esfinges del dromos del templo de Luxor, de época de Nectanebo I.

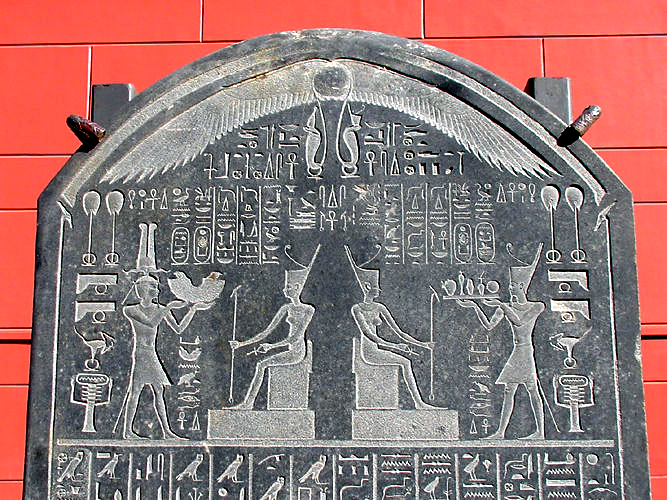
Estela de Nectanebo. Museo de El Cairo.

Nectanebo ordenó la construcción y restauración de los principales templos de Egipto. gobernado por última vez por soberanos nativos. Hizo construir templos en Sais, y en Bubastis se encontraron relieves jubilares con dedicatorias suyas, y se conservan dos leones sedentes con su nombre originalmente consagrados en un templo de Heliópolis; pero transportados a Roma en la época imperial para el templo de Isis, actualmente están en el Vaticano. 
Hizo construir en Hibis, en el oasis de Jarga, al oeste, un templo consagrado a Amón el cual, como era habitual, fue embellecido por sus sucesores. También fundó un templo en Abidos donde se encontraron los fragmentos de una naos actualmente expuesta en el Museo del Louvre. 
Es también de su tiempo el primer mammisi de Dendera, cuya arquitectura inaugura un tipo de monumento que conoció un desarrollo sistemático en los grandes santuarios del país. Amplió el templo de Karnak construyendo el primer pilono y protegiéndolo por medio de un gran recinto con muros de adobe. 
Hizo lo mismo en Luxor y acondicionó el gran dromos que precede al templo de Amón-Min cuyas esfinges llevan todas su titulatura. Es de su época el primer santuario a Isis del templo de File, cerca de Asuán, así como el quiosco que acogía a los visitantes de esa antigua isla sagrada.
En 2012 se descubrió estela dedicada por este faraón en la antigua ciudad de Thonis o Heraclion, actualmente sumergida frente a la costa de Abukir no lejos de Alejandría.

### Testimonios de su época
- Amplia actividad edificatoria en Tebas (Arnold)
- Varios templos en Menfis y Saqqara (Arnold)
- Nuevo templo en Hermópolis Magna (Arnold)
- Templo de Jonsu-Neferhotep I en Tanis (Arnold)
- Templo en la zona de Qantir (Arnold)
- Un edificio del templo en Naucratis (Arnold)
- Edificio en el templo de Sopdu en Saft El-Henna (Arnold)
- Edificio en el templo de Thot en Hermópolis Parva (Arnold)
- Quiosco pétreo en El-Kab (Arnold)
- Ampliación del santuario del Isis en File (Arnold)
- Ampliación del templo de Hathor en Dendera (Arnold)
- Ampliación del templo en Hibis (El-Jarga) (Arnold)
- Trabajos constructivos en el templo de Neit en Sais (Arnold)
- Trabajos constructivos en el templo de Osiris en Abidos (Arnold)
- Restauración de la construcción de Tell El-Balamun (Arnold)
- Bloques y naos con relieves en Mendes (Arnold)
- Bloque con bajorrelieves encontrado en Munagat El-Kuba (Arnold)
- Tres losas del granito encontradas en Atribis (Arnold)
- Una inscripción encontrada en Elefantina (Junge)

## Titulatura
| Titulatura | Jeroglífico | Transliteración (transcripción) - traducción - (referencias) |

| G5 |

| G5 |

| V13 · U2 · D36 |

| V13 · U2 · D36 |

| V13 · U2 · D36 |

| V13 · U2 · D36 |

| G5 |

| G5 |

| V13 · U2 · D36 |

| V13 · U2 · D36 |

| V13 · U2 · D36 |

| V13 · U2 · D36 |

| G16 |

| G16 |

| O34 · U22 · M13 |

| O34 · U22 · M13 |

| G16 |

| G16 |

| O34 · U22 · M13 |

| O34 · U22 · M13 |

| G8 |

| G8 |

| D4 | Z1 | R8 | Z1 | R8 | Z1 | R8 | U6 |

| D4 | Z1 | R8 | Z1 | R8 | Z1 | R8 | U6 |

| G8 |

| G8 |

| D4 | Z1 | R8 | Z1 | R8 | Z1 | R8 | U6 |

| D4 | Z1 | R8 | Z1 | R8 | Z1 | R8 | U6 |

| N5 | L1 | D28 |

| N5 | L1 | D28 |

| N5 | L1 | D28 |

| N5 | L1 | D28 |

| N5 | L1 | D28 |

| N5 | L1 | D28 |

| N5 | L1 | D28 |

| N5 | L1 | D28 |

| N5 | L1 | D28 |

| N5 | L1 | D28 |

| N5 | L1 | D28 |

| N5 | L1 | D28 |

| N5 | L1 | D28 |

| N5 | L1 | D28 |

| N5 | L1 | D28 |

| N5 | L1 | D28 |

| N35 · Aa1 · X1 | D40 | E23 · I9 |

| N35 · Aa1 · X1 | D40 | E23 · I9 |

| N35 · Aa1 · X1 | D40 | E23 · I9 |

| N35 · Aa1 · X1 | D40 | E23 · I9 |

| N35 · Aa1 · X1 | D40 | E23 · I9 |

| N35 · Aa1 · X1 | D40 | E23 · I9 |

| N35 · Aa1 · X1 | D40 | E23 · I9 |

| N35 · Aa1 · X1 | D40 | E23 · I9 |

| N35 · Aa1 · X1 | D40 | E23 · I9 |

| N35 · Aa1 · X1 | D40 | E23 · I9 |

| N35 · Aa1 · X1 | D40 | E23 · I9 |

| N35 · Aa1 · X1 | D40 | E23 · I9 |

| N35 · Aa1 · X1 | D40 | E23 · I9 |

| N35 · Aa1 · X1 | D40 | E23 · I9 |

| N35 · Aa1 · X1 | D40 | E23 · I9 |

| N35 · Aa1 · X1 | D40 | E23 · I9 |

| D40 · V30 | G6 · I9 |

| D40 · V30 | G6 · I9 |

| D40 · V30 | G6 · I9 |

| D40 · V30 | G6 · I9 |

| D40 · V30 | G6 · I9 |

| D40 · V30 | G6 · I9 |

| D40 · V30 | G6 · I9 |

| D40 · V30 | G6 · I9 |

| D40 · V30 | G6 · I9 |

| D40 · V30 | G6 · I9 |

| D40 · V30 | G6 · I9 |

| D40 · V30 | G6 · I9 |

| D40 · V30 | G6 · I9 |

| D40 · V30 | G6 · I9 |

| D40 · V30 | G6 · I9 |

| D40 · V30 | G6 · I9 |